# Іствейл (Каліфорнія)
Іствейл (англ. Eastvale) — місто (англ. city) в США, в окрузі Ріверсайд штату Каліфорнія. Населення — 69 757 осіб (2020).

## Географія
Іствейл розташований за координатами 33°57′45″ пн. ш. 117°34′44″ зх. д. / 33.96250° пн. ш. 117.57889° зх. д. (33.962374, -117.578856).  За даними Бюро перепису населення США в 2010 році місто мало площу 29,64 км², з яких 29,54 км² — суходіл та 0,10 км² — водойми. В 2017 році площа становила 33,96 км², з яких 32,80 км² — суходіл та 1,16 км² — водойми.

### Клімат
| Клімат : Іствейл        | Клімат : Іствейл | Клімат : Іствейл | Клімат : Іствейл | Клімат : Іствейл | Клімат : Іствейл | Клімат : Іствейл | Клімат : Іствейл | Клімат : Іствейл | Клімат : Іствейл | Клімат : Іствейл | Клімат : Іствейл | Клімат : Іствейл | Клімат : Іствейл |
| Показник                | Січ.             | Лют.             | Бер.             | Квіт.            | Трав.            | Черв.            | Лип.             | Серп.            | Вер.             | Жовт.            | Лист.            | Груд.            | Рік              |
| Абсолютний максимум, °C | 34,4             | 35,0             | 38,3             | 38,9             | 42,2             | 43,3             | 43,9             | 44,4             | 46,1             | 42,8             | 37,2             | 34,4             | 46,1             |
| Середній максимум, °C   | 20,0             | 21,1             | 21,7             | 25,6             | 26,7             | 31,1             | 33,3             | 34,4             | 32,8             | 28,3             | 23,3             | 20,0             | 26,6             |
| Середній мінімум, °C    | 5,6              | 6,1              | 7,2              | 8,9              | 11,1             | 13,9             | 16,1             | 16,7             | 15,6             | 11,1             | 7,2              | 4,4              | 10,3             |
| Абсолютний мінімум, °C  | −5               | −3,3             | −2,2             | −1,1             | 0,0              | 5,6              | 8,3              | 6,1              | 5,0              | −1,7             | −3,3             | −5,6             | −5,6             |
| Норма опадів, мм        | 80               | 87               | 67               | 19               | 5                | 1                | 1                | 3                | 6                | 10               | 36               | 57               | 372              |
| ----------------------- | ---------------- | ---------------- | ---------------- | ---------------- | ---------------- | ---------------- | ---------------- | ---------------- | ---------------- | ---------------- | ---------------- | ---------------- | ---------------- |
| Джерело:                |                  |                  |                  |                  |                  |                  |                  |                  |                  |                  |                  |                  |                  |

## Демографія
Згідно з переписом 2010 року, у переписній місцевості мешкало 53 668 осіб у 13 640 домогосподарствах у складі 12 261 родини. Густота населення становила 1810 осіб/км².  Було 14494 помешкання (489/км²).
Расовий склад населення:
| - 42,9 % — білих - 24,2 % — азіатів - 9,7 % — чорних або афроамериканців - 0,5 % — корінних американців - 0,4 % — вихідців з тихоокеанських островів - 17,1 % — осіб інших рас |

До двох чи більше рас належало 5,2 %. Частка іспаномовних становила 40,0 % від усіх жителів.
За віковим діапазоном населення розподілялося таким чином: 33,1 % — особи молодші 18 років, 62,2 % — особи у віці 18—64 років, 4,7 % — особи у віці 65 років та старші. Медіана віку мешканця становила 30,9 року. На 100 осіб жіночої статі у переписній місцевості припадало 98,1 чоловіків;  на 100 жінок у віці від 18 років та старших — 96,5 чоловіків також старших 18 років.
Середній дохід на одне домашнє господарство  становив 115 010 доларів США (медіана — 110 927), а середній дохід на одну сім'ю — 117 791 долар (медіана — 111 938). Медіана доходів становила 67 142 долари для чоловіків та 55 903 долари для жінок. За межею бідності перебувало 5,9 % осіб, у тому числі 7,0 % дітей у віці до 18 років та 4,2 % осіб у віці 65 років та старших.
Цивільне працевлаштоване населення становило 24 837 осіб. Основні галузі зайнятості: освіта, охорона здоров'я та соціальна допомога — 23,3 %, роздрібна торгівля — 11,3 %, виробництво — 11,3 %.